# Liste von Terroranschlägen in Uganda
Die Liste von Terroranschlägen in Uganda enthält eine Übersicht über in Uganda verübte Terroranschläge.

## Erläuterung
In der Spalte Politische Ausrichtung ist die politische bzw. weltanschauliche Einordnung der Täter angegeben: faschistisch, rassistisch, nationalistisch, nationalsozialistisch, sozialistisch, kommunistisch, antiimperialistisch, islamistisch (schiitisch, sunnitisch, deobandisch, salafistisch, wahhabitisch), hinduistisch. Bei vorrangig auf staatliche Unabhängigkeit oder Autonomie zielender Ausrichtung ist autonomistisch vorangestellt, gefolgt von der Region oder der Volksgruppe und ggf. weiteren Merkmalen der Täter: armenisch, irisch (katholisch), kurdisch, tirolisch, tschetschenisch, dagestanisch, punjabisch (sikhistisch), palästinensisch.
- Wenn die Zahl der Opfer 20 oder mehr beträgt, wird sie fett dargestellt. Wenn die Zahl der Opfer 50 oder mehr beträgt, wird sie außerdem unterstrichen.
- Die Zahl bei den Anschlägen getöteter/verletzter Täter ist in Klammern ( ) gesetzt.

## 1976
| Datum / Beginn | Ort | Anschlag            | Täter                                                                                              | Politische Ausrichtung                             | Mittel      | Ziel     | Tote | Verletzte | Hintergrund                           |
| -------------- | --- | ------------------- | -------------------------------------------------------------------------------------------------- | -------------------------------------------------- | ----------- | -------- | ---- | --------- | ------------------------------------- |
| 04. Juli 1976  |     | Air-France-Flug 139 | Popular Front for the Liberation of Palestine – External Operations (Uganda), Revolutionäre Zellen | autonomistisch-palästinensisch, linksextremistisch | Geiselnahme | Flugzeug | 50   | 15+       | Israelisch-Palästinensischer Konflikt |

## 1981
| Datum / Beginn | Ort     | Anschlag | Täter                   | Politische Ausrichtung | Mittel                         | Ziel                   | Tote | Verletzte | Hintergrund |
| -------------- | ------- | -------- | ----------------------- | ---------------------- | ------------------------------ | ---------------------- | ---- | --------- | ----------- |
| 10. Mai 1981   | Kawanda | [ 1 ]    | Uganda Freedom Movement |                        | Granaten, Automatische Gewehre | Soldaten auf Lastwagen | 34   | 0         |             |

## 1983
| Datum / Beginn  | Ort           | Anschlag | Täter                     | Politische Ausrichtung | Mittel | Ziel | Tote | Verletzte | Hintergrund |
| --------------- | ------------- | -------- | ------------------------- | ---------------------- | ------ | ---- | ---- | --------- | ----------- |
| 31. Januar 1983 | Zentralregion | [ 2 ]    | Anti-Regierungs-Guerillas | regierungsfeindlich    |        | Bus  | 100  | 0         |             |

## 1984
| Datum / Beginn   | Ort     | Anschlag | Täter                        | Politische Ausrichtung    | Mittel | Ziel                      | Tote     | Verletzte | Hintergrund |
| ---------------- | ------- | -------- | ---------------------------- | ------------------------- | ------ | ------------------------- | -------- | --------- | ----------- |
| 20. Februar 1984 | Masindi | [ 3 ]    | National Resistance Movement | ugandisch-nationalistisch |        | Stadt, Kaserne, Gefängnis | 223 (+5) | 0         |             |

## 1988
| Datum / Beginn     | Ort    | Anschlag | Täter                | Politische Ausrichtung    | Mittel                      | Ziel           | Tote | Verletzte | Hintergrund |
| ------------------ | ------ | -------- | -------------------- | ------------------------- | --------------------------- | -------------- | ---- | --------- | ----------- |
| 23. Februar 1988   | Norden | [ 4 ]    | Holy Spirit Movement | christlich-synkretistisch | Automatische Schusswaffen   | Militäreinheit | 50   | 0         |             |
| 29. September 1988 | Kumi   | [ 5 ]    | UPA                  |                           | Automatische Schusswaffe(n) | Bar            | 23   | 0         |             |

## 1990
| Datum / Beginn  | Ort  | Anschlag | Täter | Politische Ausrichtung | Mittel                      | Ziel | Tote | Verletzte | Hintergrund |
| --------------- | ---- | -------- | ----- | ---------------------- | --------------------------- | ---- | ---- | --------- | ----------- |
| 24. August 1990 | Lira | [ 6 ]    |       |                        | Automatische Schusswaffe(n) | Zug  | 6    | 20        |             |

## 1995
| Datum / Beginn | Ort   | Anschlag       | Täter | Politische Ausrichtung | Mittel         | Ziel              | Tote | Verletzte | Hintergrund  |
| -------------- | ----- | -------------- | ----- | ---------------------- | -------------- | ----------------- | ---- | --------- | ------------ |
| 20. April 1995 | Atiak | Atiak-Massaker | LRA   | christlich             | Schusswaffen   | Dorf, Zivilisten  | 300  |           | LRA-Konflikt |
| 25. April 1995 | Gulu  | [ 8 ]          | LRA   | christlich             | Schusswaffe(n) | Militärstützpunkt | 21   | 0         | LRA-Konflikt |

## 1996
| Datum / Beginn   | Ort    | Anschlag | Täter | Politische Ausrichtung | Mittel                 | Ziel             | Tote | Verletzte | Hintergrund  |
| ---------------- | ------ | -------- | ----- | ---------------------- | ---------------------- | ---------------- | ---- | --------- | ------------ |
| 08. März 1996    | Norden | [ 9 ]    | LRA   | christlich             | Schusswaffe(n)         | Dörfer           | 28   | 0         | LRA-Konflikt |
| 10. März 1996    | Karuma | [ 10 ]   | LRA   | christlich             | Schusswaffe(n)         | Buskonvoi        | 21   | 0         | LRA-Konflikt |
| 13. März 1996    | Karuma | [ 11 ]   | LRA   | christlich             | Schusswaffe(n)         | Bus              | 24   | 0         | LRA-Konflikt |
| 19. März 1996    | Pabbo  | [ 12 ]   | LRA   | christlich             | Schusswaffe(n)         | Dorf             | 34   | 0         | LRA-Konflikt |
| 06. Juni 1996    | Norden | [ 13 ]   | LRA   | christlich             | Schusswaffe(n)         | Militärkonvoi    | 23   | 0         | LRA-Konflikt |
| 12. Juli 1996    | Osten  | [ 14 ]   | LRA   | christlich             | Schusswaffe(n)         | Flüchtlingslager | 91   | 20        | LRA-Konflikt |
| 25. Juli 1996    | Gulu   | [ 15 ]   | LRA   | christlich             |                        | Dorf             | 58   | 0         | LRA-Konflikt |
| 04. August 1996  | Amuru  | [ 16 ]   | LRA   | christlich             | Hacken                 | Dorf             | 24   | 0         | LRA-Konflikt |
| 10. Oktober 1996 | Aboke  | [ 17 ]   | LRA   | christlich             | Granate(n), Entführung | Schülerinnen     | 4    | 30        | LRA-Konflikt |

## 1997
| Datum / Beginn   | Ort            | Anschlag      | Täter | Politische Ausrichtung | Mittel   | Ziel        | Tote | Verletzte | Hintergrund  |
| ---------------- | -------------- | ------------- | ----- | ---------------------- | -------- | ----------- | ---- | --------- | ------------ |
| 16. Januar 1997  | Kitgum         | [ 18 ]        | LRA   | christlich             |          | Dörfer      | 40   | 0         | LRA-Konflikt |
| 03. Juli 1997    | Western Region | [ 19 ]        |       |                        |          | Dorf        | 58   | 0         | ADF-Konflikt |
| 30. Juli 1997    | Kampala        | [ 20 ] [ 21 ] |       |                        | Granaten | Zivilisten  | 16   | 80        |              |
| 17. Oktober 1997 | Western Region | [ 22 ] [ 23 ] | ADF   | islamistisch           |          | Dorf/Dörfer | 28   | 0         | ADF-Konflikt |

## 1998
| Datum / Beginn    | Ort    | Anschlag | Täter          | Politische Ausrichtung | Mittel | Ziel               | Tote   | Verletzte | Hintergrund  |
| ----------------- | ------ | -------- | -------------- | ---------------------- | ------ | ------------------ | ------ | --------- | ------------ |
| 27. November 1998 | Norden | [ 24 ]   | vermutlich LRA | christlich             |        | Konvoi, Zivilisten | 7 (+4) | 28        | LRA-Konflikt |

## 1999
| Datum / Beginn | Ort     | Anschlag      | Täter          | Politische Ausrichtung | Mittel     | Ziel                  | Tote | Verletzte | Hintergrund  |
| -------------- | ------- | ------------- | -------------- | ---------------------- | ---------- | --------------------- | ---- | --------- | ------------ |
| 14. März 1999  | Kampala | [ 25 ] [ 26 ] | vermutlich ADF | islamistisch           | Rohrbomben | Familiengeschäft, Bar | 5    | 35        | ADF-Konflikt |

## 2000
| Datum / Beginn     | Ort             | Anschlag      | Täter                                              | Politische Ausrichtung | Mittel                             | Ziel               | Tote | Verletzte | Hintergrund  |
| ------------------ | --------------- | ------------- | -------------------------------------------------- | ---------------------- | ---------------------------------- | ------------------ | ---- | --------- | ------------ |
| 11. Januar 2000    | Bundibugyo      | [ 27 ]        | ADF                                                | islamistisch           |                                    | Flüchtlingslager   | 10   | 0         | ADF-Konflikt |
| 16. Januar 2000    | nahe Bundibugyo | [ 28 ]        | vermutlich ADF                                     | islamistisch           | Schusswaffen, Brandstiftung        | Flüchtlingslager   | 24   | 15        | ADF-Konflikt |
| 17. März 2000      | Kasese          | [ 29 ] [ 30 ] | Bewegung für die Einsetzung der Zehn Gebote Gottes | religiös               | Massensuizid                       | Sektenmitglieder   | 778  | 0         |              |
| 09. August 2000    | Omoro           | [ 31 ]        |                                                    |                        | Granaten                           | Markt              | 18   |           |              |
| 11. August 2000    | Kasese          | [ 32 ]        | ADF                                                | islamistisch           | Schusswaffen, Entführung, Macheten | Gesundheitszentrum | 10   | 1         | ADF-Konflikt |
| 02. September 2000 | Kibaale         | [ 33 ]        | vermutlich ADF                                     | islamistisch           | Schusswaffen                       | Polizeistation     | 2    |           | ADF-Konflikt |
| 05. Oktober 2000   | Kampala         | [ 34 ]        | vermutlich ADF                                     | islamistisch           | Granate                            | Handelszentrum     | 1    | 6         | ADF-Konflikt |
| 10. Oktober 2000   | Gulu            | [ 35 ]        | LRA                                                | christlich             | Granaten                           | Tanzsäle           | 9    | 60+       | LRA-Konflikt |

## 2001
| Datum / Beginn    | Ort         | Anschlag             | Täter | Politische Ausrichtung | Mittel                      | Ziel                                                  | Tote   | Verletzte | Hintergrund  |
| ----------------- | ----------- | -------------------- | ----- | ---------------------- | --------------------------- | ----------------------------------------------------- | ------ | --------- | ------------ |
| 14. März 2001     | Kampala     | [ 36 ]               |       |                        | Sprengsatz                  | Markt                                                 | 2      | 7         |              |
| 14. März 2001     | Zentrum     | [ 37 ]               |       |                        | Sprengsatz                  | Bus                                                   | 0      | 4         |              |
| 16. März 2001     | Kampala     | [ 38 ]               |       |                        | Granate                     | Hotel                                                 | 1      | 5         |              |
| 18. März 2001     | Kasese      | [ 39 ]               | ADF   |                        | Schusswaffen, Brandstiftung | Tankstellen, Polizeikaserne(n), Fahrzeuge, Zivilisten | 8 (+3) | 6         | ADF-Konflikt |
| 28. März 2001     | Kasese      | [ 40 ]               | ADF   |                        | Brandstiftung               | Dorf                                                  | 3      | 0         | ADF-Konflikt |
| 04. Juni 2001     | Kampala     | [ 41 ]               |       |                        | 2 Autobomben, Sprengsatz    | Taxistand, Verkehr                                    | 1      | 16        |              |
| 07. Juli 2001     | Jinja       | [ 42 ] [ 43 ] [ 44 ] |       |                        | 3 Sprengsätze               | Bars, Garküche                                        | 1      | 11        |              |
| 13. Dezember 2001 | nahe Moroto | [ 45 ]               |       |                        | Schusswaffen                | Soldaten                                              | 0      | 3         |              |

## 2002
| Datum / Beginn   | Ort         | Anschlag | Täter                  | Politische Ausrichtung | Mittel                                           | Ziel             | Tote    | Verletzte | Hintergrund  |
| ---------------- | ----------- | -------- | ---------------------- | ---------------------- | ------------------------------------------------ | ---------------- | ------- | --------- | ------------ |
| 06. Februar 2002 | nahe Kotido | [ 46 ]   | Karamojong-Extremisten |                        | Schusswaffen                                     | Techniker        | 2       | 2         |              |
| 05. August 2002  | nahe Kitgum | [ 47 ]   | LRA                    | christlich             | Schusswaffen, Sprengstoff, Panzer, Brandstiftung | Flüchtlingslager | 45 (+4) |           | LRA-Konflikt |
| 12. Oktober 2002 | Agago       | [ 48 ]   | LRA                    | christlich             | Macheten, Äxte, Keulen, Brandstiftung            | Dorf, Zivilisten | 52      |           | LRA-Konflikt |

## 2003
| Datum / Beginn     | Ort    | Anschlag      | Täter             | Politische Ausrichtung | Mittel                            | Ziel                                       | Tote | Verletzte | Hintergrund  |
| ------------------ | ------ | ------------- | ----------------- | ---------------------- | --------------------------------- | ------------------------------------------ | ---- | --------- | ------------ |
| 11. April 2003     | Bukwo  | [ 49 ]        | Pokot-Extremisten |                        | Schusswaffen, Brandstiftung       | Dorf                                       | 30   | 0         |              |
| 01. September 2003 | Soroti | [ 50 ] [ 51 ] | LRA               | christlich             | Schusswaffen, stumpfe Gegenstände | Binnenflüchtlinge in Bus, Flüchtlingslager | 22+  |           | LRA-Konflikt |
| 13. Oktober 2003   | Lira   | [ 52 ]        | LRA               | christlich             | Schusswaffen                      | Bar, Zivilisten                            | 20   | 22        | LRA-Konflikt |
| 17. November 2003  | Lira   | [ 53 ]        | LRA               | christlich             | Stichwaffen, Entführung           | Zivilisten                                 | 34   |           | LRA-Konflikt |

## 2004
| Datum / Beginn   | Ort       | Anschlag        | Täter          | Politische Ausrichtung | Mittel                                | Ziel                       | Tote | Verletzte | Hintergrund  |
| ---------------- | --------- | --------------- | -------------- | ---------------------- | ------------------------------------- | -------------------------- | ---- | --------- | ------------ |
| 05. Februar 2004 | nahe Lira | [ 54 ]          | LRA            | christlich             | Schusswaffen, Macheten, Brandstiftung | Flüchtlingslager           | 56   | 70+       | LRA-Konflikt |
| 16. Mai 2004     | Gulu      | [ 55 ]          | LRA            | christlich             |                                       | Binnenflüchtlinge          | 22   |           | LRA-Konflikt |
| 19. Mai 2004     |           | Lukodi-Massaker | vermutlich LRA | christlich             | Brandstiftung, Entführung             | Dorf, Soldaten, Zivilisten | 69   |           | LRA-Konflikt |
| 21. Mai 2004     | Norden    | [ 57 ] [ 58 ]   | LRA            | christlich             | Macheten, Knüppel                     | Zivilisten                 | 42   |           | LRA-Konflikt |
| 03. Juni 2004    | Kitgum    | [ 59 ]          | LRA            | christlich             |                                       | Binnenflüchtlinge          | 23   | 10        | LRA-Konflikt |
| 09. Juni 2004    | Oyam      | [ 60 ]          | LRA            | christlich             | Schusswaffen                          | Zivilisten                 | 25   |           | LRA-Konflikt |

## 2007
| Datum / Beginn    | Ort  | Anschlag | Täter | Politische Ausrichtung | Mittel       | Ziel                       | Tote | Verletzte | Hintergrund |
| ----------------- | ---- | -------- | ----- | ---------------------- | ------------ | -------------------------- | ---- | --------- | ----------- |
| 01. November 2007 | Gulu | [ 61 ]   |       |                        | Schusswaffen | Französische Hilfsarbeiter | 2    | 1         |             |

## 2008
| Datum / Beginn   | Ort    | Anschlag | Täter                             | Politische Ausrichtung | Mittel       | Ziel       | Tote | Verletzte | Hintergrund |
| ---------------- | ------ | -------- | --------------------------------- | ---------------------- | ------------ | ---------- | ---- | --------- | ----------- |
| 15. Februar 2008 | Kasese | [ 62 ]   |                                   |                        | Granate      | Bar        | 0    | 4         |             |
| 28. April 2008   | Westen | [ 63 ]   | vermutlich ADF                    | islamistisch           | Entführung   | Zivilisten | 1    | 0         |             |
| 15. August 2008  | Moroto | [ 64 ]   | vermutlich Karamojong-Extremisten |                        | Schusswaffen | Bus        | 1    | 6         |             |
| 16. August 2008  | Kotido | [ 65 ]   | vermutlich Karamojong-Extremisten |                        | Schusswaffen | Bus        | 1    | 1         |             |

## 2009
| Datum / Beginn | Ort     | Anschlag | Täter | Politische Ausrichtung | Mittel      | Ziel              | Tote | Verletzte | Hintergrund |
| -------------- | ------- | -------- | ----- | ---------------------- | ----------- | ----------------- | ---- | --------- | ----------- |
| 15. März 2009  | Kampala | [ 66 ]   |       |                        | Sprengstoff | Transportflugzeug | 11   | 0         |             |

## 2010
| Datum / Beginn   | Ort     | Anschlag                                    | Täter          | Politische Ausrichtung     | Mittel      | Ziel                                | Tote | Verletzte | Hintergrund             |
| ---------------- | ------- | ------------------------------------------- | -------------- | -------------------------- | ----------- | ----------------------------------- | ---- | --------- | ----------------------- |
| 11. Juli 2010    | Kampala | Terroranschläge am 11. Juli 2010 in Kampala | al-Shabaab     | wahhabitisch, islamistisch | Sprengsätze | Restaurant, Rugby-Club, Fußballfans | 75   | 71        | Somalischer Bürgerkrieg |
| 10. Oktober 2010 | Gulu    | [ 69 ]                                      | vermutlich LRA | christlich                 | Granaten    | Tanzhallen                          | 9    | 60        | LRA-Konflikt            |

## 2014
| Datum / Beginn | Ort    | Anschlag             | Täter                      | Politische Ausrichtung | Mittel                         | Ziel                                                                | Tote     | Verletzte | Hintergrund  |
| -------------- | ------ | -------------------- | -------------------------- | ---------------------- | ------------------------------ | ------------------------------------------------------------------- | -------- | --------- | ------------ |
| 05. Juli 2014  | Westen | [ 70 ] [ 71 ] [ 72 ] | vermutlich ADF und Mai-Mai | islamistisch           | Schusswaffen, Macheten, Speere | Sicherheitskräfte, Militärkaserne, Polizeikontrollpunkt, Zivilisten | 21 (+75) | 15        | ADF-Konflikt |

## 2016
| Datum / Beginn    | Ort     | Anschlag | Täter                                   | Politische Ausrichtung          | Mittel                                     | Ziel                  | Tote     | Verletzte | Hintergrund |
| ----------------- | ------- | -------- | --------------------------------------- | ------------------------------- | ------------------------------------------ | --------------------- | -------- | --------- | ----------- |
| 17. Februar 2016  | Kampala | [ 73 ]   |                                         |                                 | Granate                                    | Zivilisten            | 3        | 6         |             |
| 23. März 2016     | Kasese  | [ 74 ]   |                                         |                                 | Macheten, Speere, Keulen                   | Polizeiposten         | 1 (+1)   | 0 (+1)    |             |
| 27. Mai 2016      | Norden  | [ 75 ]   |                                         |                                 | Schusswaffen                               | Soldaten              | 1        | 0         |             |
| 12. Juni 2016     | Gulu    | [ 76 ]   | vermutlich National Democratic Alliance | autonomistisch, nationalistisch | Automatische Schusswaffen, Pfeil und Bogen | Polizeistation        | 2        | 3         |             |
| 07. Juli 2016     | Westen  | [ 78 ]   |                                         |                                 |                                            | Schule                | 3        | 0         |             |
| 26. November 2016 | Kasese  | [ 79 ]   | Separatisten                            | autonomistisch                  | Granaten, Schusswaffen, Speere             | Sicherheitspatrouille | 14 (+41) | 2         |             |

## 2017
| Datum / Beginn    | Ort       | Anschlag | Täter              | Politische Ausrichtung | Mittel                  | Ziel              | Tote | Verletzte | Hintergrund                       |
| ----------------- | --------- | -------- | ------------------ | ---------------------- | ----------------------- | ----------------- | ---- | --------- | --------------------------------- |
| 24. November 2017 | nahe Moyo | [ 80 ]   | vermutlich SPLM-IO |                        | Schuss- und Stichwaffen | Flüchtlingshelfer | 2    | 2         | Bürgerkrieg im Südsudan seit 2013 |

## 2021
| Datum / Beginn    | Ort     | Anschlag | Täter | Politische Ausrichtung | Mittel                              | Ziel                                             | Tote   | Verletzte | Hintergrund  |
| ----------------- | ------- | -------- | ----- | ---------------------- | ----------------------------------- | ------------------------------------------------ | ------ | --------- | ------------ |
| 16. November 2021 | Kampala | [ 81 ]   | ADF   | islamistisch           | 3 Selbstmordattentäter, Sprengsätze | Polizeistation, Kontrollpunkt, Parlamentsgebäude | 3 (+3) | 33        | ADF-Konflikt |

## 2023
| Datum / Beginn | Ort     | Anschlag | Täter          | Politische Ausrichtung | Mittel                     | Ziel   | Tote | Verletzte | Hintergrund  |
| -------------- | ------- | -------- | -------------- | ---------------------- | -------------------------- | ------ | ---- | --------- | ------------ |
| 12. Juni 2023  | Mpondwe | [ 82 ]   | vermutlich ADF | islamistisch           | Stichwaffen, Brandstiftung | Schule | 41   | 8         | ADF-Konflikt |